# Железнодорожный транспорт в Афганистане
Железнодорожный транспорт в Афганистане — один из видов транспорта в Афганистане, имеющий по состоянию на 2012 год пока ещё небольшое транспортное значение.
Основными проблемами строительства железных дорог в Афганистане являются сложный горный рельеф страны и неопределённость с шириной колеи. Все граничащие с Афганистаном страны имеют различную ширину колеи: в Иране и Китае это 1435 мм, в странах Средней Азии — 1520 мм, в Пакистане и Индии — 1676 мм. Вопрос выбора колеи особенно важен и связан с выбором направления экономической и транспортной интеграции страны.

## История

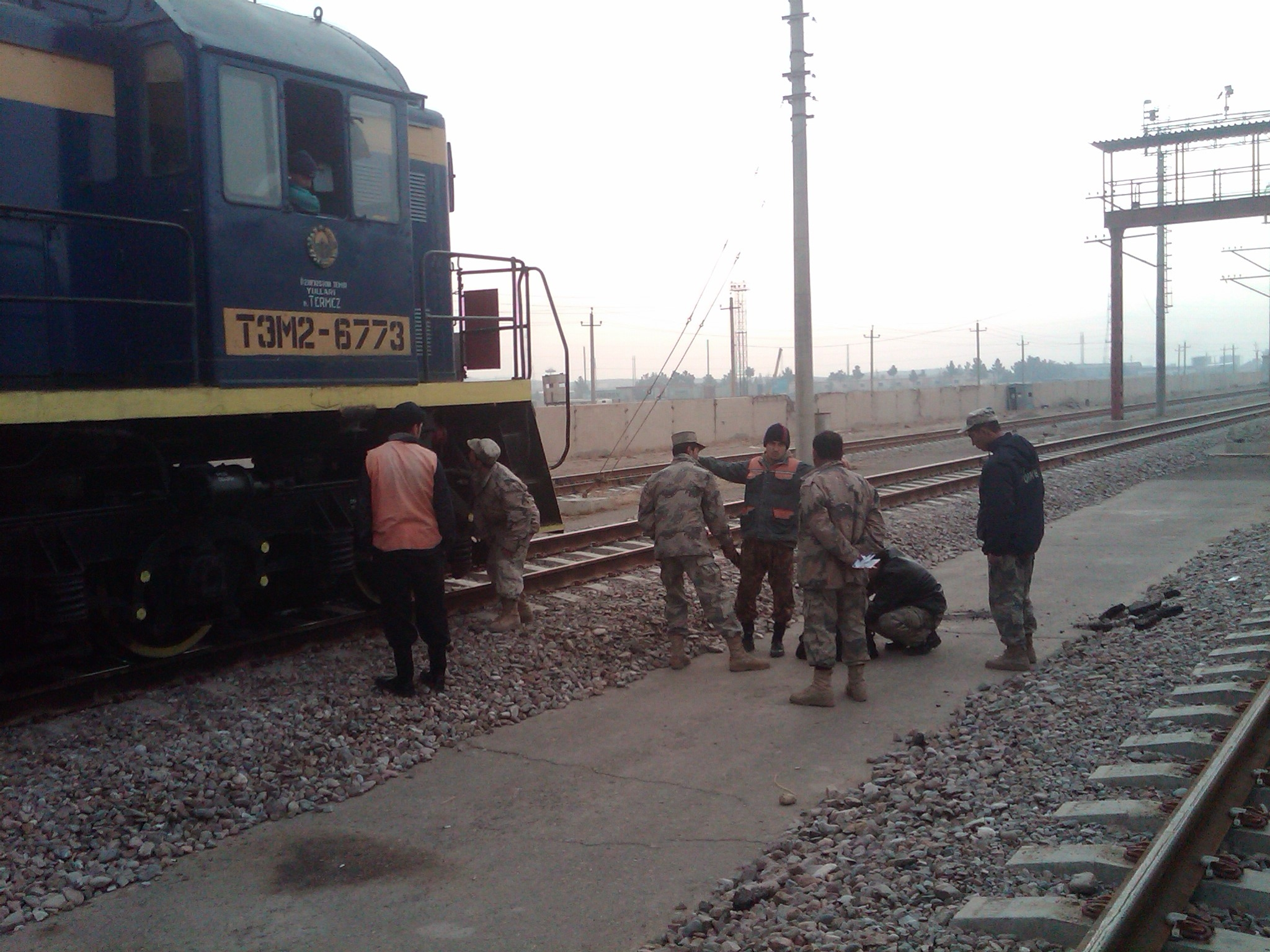
Сотрудники Афганской пограничной полиции проверяют Тепловоз ТЭМ2 близ Хайратона на пограничном пункте провинции Балх, Афганистана

Строительство железнодорожных линий в стране планировалось ещё с конца XIX века, однако из-за политического давления Российской и Британской империй, других политических и военных конфликтов строительство так и не было осуществлено.
Впервые проект железной дороги в Афганистане был предложен ещё предпринимателями и инженерами Британской империи. После того, как в 1879 году королева Виктория приняла титул Императрицы Индии, британцы принялись строить железную дорогу на Кандагар. К 1885 году эту дорогу достроили и пустили далее, до Кветты, но дальше эмир Абдур-Рахман, правивший Афганистаном, отказал британцам в проведении железной дороги, посчитав её потенциальным маршрутом вторжения.
В конце 1960-х годов крупный афганский предприниматель Гулам Сарвар Нашер обратился к правительству СССР с просьбой проложить железную дорогу Кундуз — Шерхан-Бандар на реке Пяндж. Несмотря на то, что бизнесмен соглашался оплатить все расходы, советская сторона отказала.
В 1982 году была построена железнодорожная линия протяжённостью 5,5 км между городом Кушка (пограничный город на юге СССР) и афганским городом Торагунди, ширина колеи — 1520 мм.

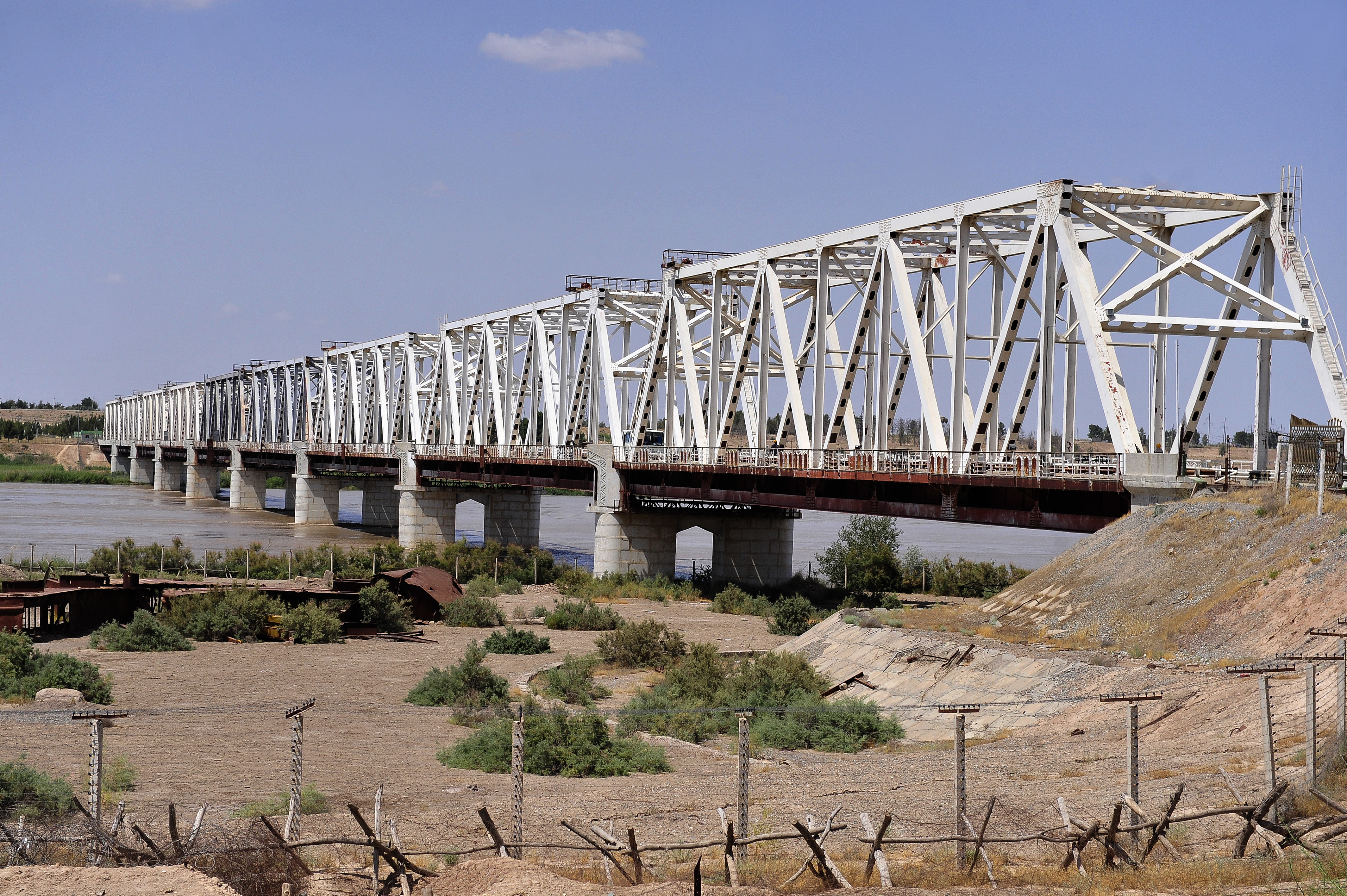
Мост Дружбы

В 1985 году был построен железнодорожный мост протяжённостью 816 метров через Амударью в районе города Термез. Этот мост получил название Мост Дружбы, в 1989 году через этот мост были выведены из Афганистана последние воинские части.
После разгрома талибов в 2001 году вновь появился интерес к железнодорожному строительству. В 2008 году Ираном была достроена железная дорога Хаф (Иран) — Герат (Афганистан). Её строительство на 100 % финансировала иранская сторона. Планировалось получение дивидендов за провоз грузов из Герата и западных провинций Афганистана на региональный и мировой рынки.
В мае 2007 года президент Таджикистана Эмомали Рахмон предложил строительство транзитной магистрали в Иран по маршруту Колхозабад — Нижний Пяндж (Таджикистан) — Кундуз — Мазари-Шариф — Герат (Афганистан) — Мешхед (Иран).
В 2010 году началось строительство железнодорожной линии между Узбекистаном и афганским городом Мазари-Шариф. Идею её строительства ещё в конце 2008 года предложила Германия. Грант в сумме 165 миллионов долларов США для строительства железнодорожной линии «Хайратон — Мазари-Шариф» выделил Афганистану банк АБР. По предложению президента АБР без проведения международного тендера ГАЖК «Узбекистон темир йуллари» был выбран в качестве генерального подрядчика, а ОАО «Боштранслоиха» в качестве генерального проектировщика. Общая протяженность железной дороги «Хайратон — Мазари-Шариф» составляет 75 километров. Линия оборудована устройствами сигнализации, телекоммуникаций и электроснабжения в соответствии с техническими стандартами и требованиями, применяемыми в Узбекистане. В рамках проекта было предусмотрено строительство двух станций и двух разъездов, контейнерного двора на станции Мазари-Шариф, а также осуществление модернизации действующей станции Хайратон. Строительство дороги было завершено в ноябре 2010 года, однако первый поезд по ней прошёл только 21 декабря 2011 года. Дорога передана во временное управление компании «Узбекистон темир йуллари».

## Перспективы
Важное место в перспективном развитии региональных транспортных коридоров имеет Афганистан, который может и должен стать связующим звеном между странами Центральной и Южной Азии, путём формирования «Кабульского коридора» и строительства железнодорожной линии «Мазари-Шариф — Кабул — Пешавар».
2 февраля 2021 года в Ташкенте, по итогам узбекско-афганско-пакистанских переговоров утверждена «Дорожная карта» по строительству железной дороги «Мазари-Шариф — Кабул — Пешавар».
Основные события, связанные с достигнутыми результатами по формированию «Кабульского коридора»:
20 сентября 2018 г. на Международной конференции «Центральная Азия в системе международных транспортных коридоров: стратегические перспективы и нереализованные возможности» впервые были представлены научно обоснованные результаты исследований и преимуществ формирования «Кабульского коридора».
3-4 декабря 2018 года в Ташкенте состоялась многосторонняя встреча руководителей железнодорожных администраций России, Казахстана, Узбекистана, Афганистана, Пакистана.
По результатам встречи был подписан Протокол о создании совместной рабочей группы и финансового консорциума между железнодорожными администрациями Узбекистана, России, Казахстана, Афганистана и Пакистана. Председательство было делегировано узбекской стороне.
В марте и сентябре 2019 года в Ташкенте прошла первая и вторая встречи многосторонней Рабочей группы по строительству транзитных железнодорожных линий через Афганистан. В феврале 2020 года при поддержке Всемирного Банка в Ташкенте состоялось Первое заседание Транспортной платформы Центральная Азия — Южная Азия, с участием делегации Афганистана, Таджикистана, Пакистана, Узбекистана и др. При этом Всемирный Банк отметил, что маршрут «Пешавар — Кабул — Мазари-Шариф» является перекрестком перспективных маршрутов Пакистана, соединяющих Индийский Океан со странами Центральной Азии, Китаем, Россией, Кавказом и Европейским Союзом.
В феврале 2021 года состоялись узбекско-афганско-пакистанские переговоры на высшем уровне с участием руководителей ключевых международных финансовых институтов. По итогам переговоров утверждена «Дорожная карта» по строительству железной дороги «Мазари-Шариф — Кабул — Пешавар».
В мае 2021 г. Всемирный банк выразил готовность поддержать проект строительства железной дороги «Мазари-Шариф — Кабул — Пешавар», в частности, выделить финансирование на полевые исследования и оказать содействие в разработке проектно-сметной документации. Проект железной дороги «Мазари-Шариф — Кабул — Пешавар» оценивается в 4,6 млрд долларов.
5-16 июля 2021 года в Ташкенте прошла Международная конференция: «Центральная и Южная Азия: региональная взаимосвязанность. Вызовы и возможности» направленная на развитие и укрепление конструктивного и взаимовыгодного сотрудничества двух крупных, исторически связанных между собой регионов — Центральной и Южной Азии. В ходе заседания рассмотрено состояние и перспективы развития межрегионального сотрудничества в Центральной и Южной Азии, возможности развития транспортно-коммуникационной взаимосвязанности в Центральной и Южной Азии, включая проекты по расширению действующих и строительству новых транспортных коридоров и др.
Проведённые мероприятия позволили выработать конкретные предложения для ускоренного продвижения строительства новой железнодорожной линии (Мазари-Шариф-Кабул-Пешавар, так называемого «Кабульского коридора») между Пакистаном и Узбекистаном через Афганистан, которое имеет стратегически важное значение для стран двух регионов в развитии внешней торговли.
25 — 26 июля 2022 года в Ташкенте проведена Международная конференция «Афганистан: безопасность и экономическое развитие». На конференции представлен видеоролик на русском и английском языках о, проекте строительства железнодорожной линии «Термез — Мазари-Шариф — Кабул — Пешавар», подготовленный проектным офисом Узбекистана.
Строительство новых железных дорог в северной части Афганистана откроет дополнительные перспективы стыковки в Афганистане дорог сразу трёх систем колеи: русской из Средней Азии (1520 мм), европейской (стандартной) из Ирана (1435 мм) и Пакистанской (1676 мм).
Уже понятно, что железные дороги в северном Афганистане будут включены в систему железных дорог 1520 мм. Весной 2013 года достигнута договоренность о строительстве железной дороги Туркменистан — Афганистан — Таджикистан в обход Узбекистана с юга.
В ноябре 2015 года Туркменистан завершил сооружение 85-километрового участка по своей территории Керки — Имамназар (пограничный пункт). К ноябрю 2016 года проложены ещё 4 км железной дороги по территории Афганистана до станции Акина. Далее линия должна пройти около 30 км на юг в Андхой, затем повернуть на восток и через Шибарган дойти до Мазари-Шарифа. Таджикистан предложил Афганистану 4 варианта маршрута для участка железной дороги между двумя странами, отдавая приоритет кратчайшему маршруту Айвадж — Калдар — Хайратон. Курьёз заключается в том, что середину этой рокады по территории Афганистана Хайратон — Мазари-Шариф построил Узбекистан.
В апреле 2016 года подписан контракт с канадской консалтинговой компанией Canarail на выполнение технико-экономического обоснования проекта продления линии Серхетабад — Торагунди на юг до Герата. В соответствии с ранее принятыми решениями линия предположительно будет европейской колеи, станция стыкования в Торагунди.
На южном направлении (Герат — Кандагар — Джелалабад с возможным выходом в Кабул), железные дороги скорее всего будут строиться иранскими компаниями с шириной колеи 1435 мм. Потребуется две стыковые станции: одна в Герате либо Торагунди (стык колеи 1435 и 1520 мм), вторая — пограничная станция на афгано-пакистанской границе (стык колеи 1435 и 1676 мм). Стык европейской и индийской колеи (1435 и 1676 мм) может быть также на станции Торкхам западнее Пешавара, на станции Чаман северо-западнее Кветты или на станции Захедан в Иране, где уже есть стык колеи 1435 и 1676 мм. Существует вероятность, что строить будет Пакистан, и тогда колея 1676 мм пройдёт по южному Афганистану до Герата. В этом случае Герат превратится в крупнейший в мире стыковочный железнодорожный узел, в котором будут обслуживаться вагоны и локомотивы трёх разных размеров колеи.
Таким образом, Афганистан становится стыковым узлом сразу трёх железнодорожных систем: европейско-ближневосточной, бывшей советской и индо-пакистанской.

## Этапы строительства
В июле-августе 2022 года прошла полевая экспедиции в рамках создания технико-экономического обоснования проекта строительства железнодорожной линии «Термез — Мазари-Шариф — Кабул — Пешавар»
В рамках проекта Железная дорога Туркменистан — Афганистан — Таджикистан туркменская сторона закончила в ноябре 2016 года строительство своего участка Атамурат-Имамназар (Туркменистан) — Акина (Афганистан) длиной 88 км. Теперь Афганистан связан со своей территории с Россией, Закавказьем и Турцией через ЖД Туркмении и западного Казахстана. В декабре 2014 года эти две страны соединили свои железные дороги трассой «Узень-Гызылгая» вплоть до иранского Горгана (восточная ветка международного транспортного коридора Север — Юг) и построили мощные порты на Каспии Туркменбаши и Актау с паромными переправами до порта Алят (Азербайджан).
В феврале 2017 года Таджикская железная дорога отправила первый пассажирский поезд по линии Душанбе — Вахдат — Яван — Курган-Тюбе — Шаартуз — Хошады от таджикской столицы в южном направлении до афганской границы длиной 242,7 км. На очереди разработка маршрута на северо-восток Афганистан — Таджикистан — Киргизстан — Китай
В августе 2017 года Иран закончил постройку 184 км железной дороги от иранского Хафа (Khaf) до Герата (Herat) в Афганистане. Именно за счет этой дороги Афганистан получает через Иран доступ к 11 международным коридорам в том числе в Европу и к морю.